# سامانثا جيمي بي
سامانثا جيمي بي (بالإنجليزية: Samantha Bee)‏ (مواليد 25 أكتوبر 1969) هي ممثلة كوميدية أمريكية كندية وكاتبة ومنتجة ومعلقة سياسية وممثلة وناقدة إعلامية ومذيعة تلفزيونية. بدات شهرتها كمراسلة في برنامج The Daily Show مع جون ستيوارت، حيث أصبحت أقدم مراسل في القناة. وفي عام 2015، غادرت بي البرنامج بعد 12 عامًا من العمل لتبدا برنامجها الخاص. حصلت بي على الجنسية الأمريكية في عام 2014، مع الاحتفاظ بجنسيتها الكندية. وفي عام 2017، ادرجت صحيفة تايمز اسمها في قائمنها السنوية تايم 100 كواحدة من أكثر 100 شخصية مؤثرة في العالم.

## نشأتها وتعليمها
ولدت بي في تورونتو أونتاريو، وهي ابنة كلا من ديبرا ورونالد بي. قالت عن عائلتها: «منذ مطلع القرن العشرين وحتي الآن لم اسمع بعد بزواج ناجح وسعيد في سلالة عائلتي». انفصلا والدا بي بعد فترة وجيزة من ولادتها، فربتها جدتها، التي كانت تعمل كسكرتيرة في المدرسة الكاثوليكية الملتحقة بها بي Roncesvalles خلال طفولتها. كما التحقت بي أيضا بمعهد Humberside Collegiate ومعهد يورك ميموريال كوليجيت.
بعد تخرجها من المدرسة الثانوية، التحقت بي جامعة مكغيل، حيث درست العلوم الإنسانية وبسبب استيائها من بعض الأمور لم تقضي بي إلا سنة واحدة ثم انتقلت بي إلى جامعة أوتاوا بعد سنتها الأولى. في جامعة أوتاوا، انضمت بي إلى صف المسرحي معتقدة أنه سيكون سهلاً. ساعدها ذلك في اكتشاف حبها لتمثيل. انضمت بي لاحقاً إلى مدرسة مسرح جورج براون في تورنتو.
السيرة المهنية 
البداية المهنية
بدأت بي في أداء أدوار التمثيل في تورنتو أثناء العمل كنادلة. ففي سن ال26، قامت بي بجولة مع إنتاج مسرحي لسيلور مون حيث قامت بالدور الفخرى. انضمت بي لفريق عمل «سيلور مون» الأول بينما كان زوجها جيسون جونز عضوا في فريق العمل الثاني. كانت بي واحدة من الأعضاء المؤسسين لفريق كوميديا سكتش «الكرات النارية الذرية» الذي يكون مقره في تورنتو. جميع أعضاء الفريق كانوا من النساء. تحاول المجوعة تنفيذ أفكار بعضهما البعض بقدر الإمكان من خلال إظهار الدعم المتبادل 
2003-2004 : ذا ديلى شو 
أصبحت بي مراسلة لذا ديلي شو مع جون ستيوارت في 10 يوليو عام 2003.وكانت المراسلة الانثى الوحيدة منذ بدايتها عام 2003حتى انضمت كريستين شال إلى العرض في مارس عام 2008.كما كانت أول مراسلة غير أمريكية. في هذا البرنامج، أظهرت قدرة على إقناع الناس في رسم كاريكاتيربأنفسهم – لا سيما في قطاعات مثل «كيل دريل» عن الصيادين والمديرين التنفيذيين للوقود الاحفورى الذين يدعون أنهم من حماة البيئة ; «هل هم قرنية؟»، وعن ندرة الرجال الاسيويين في المواد الاباحية الأمريكية ;أظهرت أنه يوجد «قمع استوائى» يتعرض له أد هيني، وهو سياسى من ولاية فلوريدا يدير حملته الانتخابية على أساس معارضة حقوق المثليين;نظرة «مترددة» ومفصلة على الناخبين المترددين المؤيدين للانتخابات الرئيسية الامريكية عام 2004;فسلسة تقارير"Samantha Bee so you want to Bee A….." رسمت بشكل فاضح الطريقة التي يمكن من خلالها الحصول بسهولة على وظيفة معينة مثل أن تصبح مجموعة 527 أوجزء بعنوان «نايلف»(الاخبار التي أود أن ف32ك)، مناقشا الجنس من مراسلى الاخبار: سي إن إن لديها فتاة نافعة مجاورة ل «نايلف»، وهذا النوع الذي يمكنك جلبه للمنزل لمقابلة والدتك. إم اس إن بى سى لديه أكثر من 30 نايلف قذر. فوكس أيضا لديها نايلف قذر الذين سوف يقدمون تقرير عن أي شئ.
كان لها دور البطولة الأول في الفيلم الروائى الطويل في عام 2004 مع الفيلم الكندى المستقل (هام&تشيز)، وشارك في كتابته زوجها جيسون جونز وكان بطولة الممثل الكوميدى سكوت طومسون وديف فولى. كان الفيلم هو أول دور بطولة لبى. فازت بجائزة الكوميدية الكندية وذلك عن دورها في «أداء الإناث المضحكات الجميلات». انضم جونز لذا ديلى شو كمراسل عام 2005 بعد عامين من زوجته. أصبح جونز مراسلا مستقلا للعرض، بينما قللت بى من عبء العمل أثناء حملها
في ديسمبر 2005، على ال«اورايلى فاكتور»، استخدم بيل أوريلى مقطعا لبى من ذا ديلى شو كمثال على«الحرب في أعياد الميلاد» موضحا أنها تم بثها حديثا. وقد ظهر مقطع ساخر لبى تم ذكر فيه كيف كان عيد الميلاد هو العطلة الدينية الوحيدة التي تعد أيضا عطلة فيدرالية في الولايات المتحدة، حيث يتحدث أورايلى عن «سنترال العلمانية....معذرة، سنترال كوميدي». رد جون ستيوارت على العرض;وقام بدعوة بى للخروج للمناقشة، على خلاف المقطع الذي تم بثع على الاورايلى فاكتور.كانت بي حاملا في الشهر الثامن. وسخرت بي بأنه من الواضح أن اللقطات التي عرضها أورايلى كانت قبل عام (كانت قد تم بثها أصلا عام 2004)، لأنها كانت لديها معالم مختلفة في شعرها، قبل أن تعلن أن مياهها قد تفككت. ففي عام 2005، حصلت بي على جائزة الكوميديا الكندية لأفضل أداء تلفزيونى نسائى عن دورها في ذا ديلى شو. 
في 20 من يناير لعام 2018، أنهت بى دورها بكونها من أكثر المشاهير الذين سجلوا نسبة مشاهدة كبيرة في برنامج تابع لقناة سي بي سي (ذا تيست أوڤ نايشن) كما كانت تلعب دورا ثانويا في الحلقة 15 (اخترق شيء والإ يتم طردك) من مسلسل المسجد الصغير في براري كما ظهرت أيضا بي في الحلقة 12 من الموسم 20 القانون والنظام (الابتزاز حلقة 445) والتي تم بثها في 15 من يناير لعام 2010 أيضا كان لديها دورا ثانويا في حلقة من مسلسل (إتش بي أوو) والتي تسمى الملل حد الموت وظهرت بنفسها في حلقة زوجة الرئيس لشركة الكهرباء. كما قامت بي بدورصوتى لضيفة برنامج حوارى يدعى بام وذلك في نهاية الموسم الثانى من بوب برجر بالإضافة إلى الدور الصوتى ل (ليلى لولبريرى) لحلقتين من الموسم الرابع من (فارس وفادي). ظهرت أيضا في حلقة (شارع السمسم) أثناء الموسم 42 باسم أم جوز بينما في عام 2009، ظهرت بي في المجموعة الأصلية ل (الحب ، الخسارة ، ما ارتديه). في نفس العام كان لديها دورا صغيرا في عرض كوميدى يسمى (مهما كانت وظيفتك) من تأليف وإخراجوودي آلن.
الفت بي كتابا لها يحمل عنوان (أنا اعلم أني كذلك، ماذا عنك؟) وقد نشر في عام 2010، أصبحت بي أقدم مراسل في برنامج (ذا ديلي شو العرض اليومي) بعد تخطيها الرقم القياسي لستيفن كولبير في عام 2011 .و في نفس العام، تعاونت بي مع صديقها القديم (آلان هاركن) في مدونة للآباء تحمل اسم (الطعام فوق الحوض) للمجلة الإلكترونية (بابل).و في عام 2012، ظهرت بي في مسلسل (الرب الصالح) للمخرج والكاتب الكندي (كين فينكلمان ‏) حيث لعبت بي دور مضيفة إخبارية مسيحية تدعي شاندى سمرزكما لعبت أدوار اخري في مسلسلات مثل (صائدى باونتى، اللعبة). في عام 2014، كانت بى عضوا في فريق برنامج (قراءات كندا) ألا وهو عبارة عن نقاش وطنى سنوى للسي بي سي. وقد دافعت عن رواية راوي هانجس بعنوان الصقر. في السابع من أكتوبر لعام 2014، أثناء غياب جون ستيوارت، تم استضافتها كجزء من العرض اليومى مع جونز
2015-حتي الآن: برنامج فول فرونتال مع سامانثا بي
منذ عام 2015، قيل بأنها ستغادر العرض اليومى وذلك بعد مرور 12 عام لإستضافة برنامجها الإخبارى الساخر على تي بي إس، بالفعل غادرت بي برنامج العرض اليومى في 30 أبريل 2015 . ولأول مرة ظهر برنامجها (الجبهة الكاملة) في 8 فبراير لعام 2016 . مع بداية ظهور البرنامج، أصبحت بي أول إمراة في استضافة برنامج ساخر حتى وقت متأخر من الليل. حاولت بي تنفيذ عملية توظيف والتي يمكنها أن تمنح برنامجها عرضا أكثر تنوعا. سعيا منها وراء الخروج عن المعتاد بشأن برامج الكوميديا.
و قد حقق الموسم الأول من برنامجها إشادات انتقادية وفي نوفمبر لعام 2016 تم تجديد العرض للموسم الثانى خلال 2017. 
تعد بي منتج تنفيذى لسلسلة تى بي إس والمسلسلات الكوميدى مثل ذا ديتور من 2016 وحتى الوقت الحاضر والذي انتجته بمساعدة زوجها جايسون جونز ومع مرور عام من إدارة بي لبرنامجها، لقبت كواحدة من أفضل 100 شخص نفوذا في العالم.في 29 من إبريل لعام 2017، استضاف برنامجها (ليس عشاء المراسلين في البيت الأبيض ‏) والذي تم بثه على تى بى إس مساء نفس اليوم. في يوليو 2017، حققت حملة قبيلة امرأة سيئة مايزيد عن مليون دولار أمريكى. في يناير 2018، تم تجديد تى بى إس بالكامل للموسم الثالث والرابع لتنتقل إلى عام 2020 . وقد امتدت هذه الصفقة مع نظام تيرنر للبث حتى عام 2022.
تأثيرات
أكدت بي أن "جون ستيوارت" واحده من تأثيراتها الأساسية وذكرت في العديد من اللقاءات أن تأثيراتها الكوميدية الأخرى تشمل "ستيف مارتن "، "ديفيد ليترمان"، ماري تايلر مور"، "لوسيل بال"، "كارول بيرنت "، "بيتي وايت " و "جوان ريفرز "
الحياة الشخصية 
تزوجت «بي» من ممثل «جايسون جونز» في عام 2001 والذي التقت به لأول مرة 1996 واستقروا في مانهاتن في نيويورك. في يناير 2006، أنجبت ببر بي جونز. عادت إلى «ذا ديلي شو» في مارس 2006 . في 24 يناير 2008، أعلنت بي عن حملها الثانى على الهواء خلال قليل عن تغطية الإعلام ل انتخابات الرئاسة الأمريكية 2008 .أنجنت طفلهم الثانى «فلنشر بي جونز» في 2008 وأنجنت الطفلة الثالثة «ريبلى» في 2010 . خلال حملها الثالث، أمزحت بي بأنها وزوجها كانوا «ينجنوا مثل المزارعين». تولت بي مواطنة كندا والولايات المتحدة بعد منحها الجنسية الأمريكية في 2014 .

## افلامها
| العام | اسم الفيلم                   | الدور                  | ملاحظات |
| ----- | ---------------------------- | ---------------------- | ------- |
| 2004  | Ham & Cheese                 | بيث جودسون             |         |
| 2007  | Underdog                     | مديرة مدرسة            |         |
| 2008  | Coopers' Camera              | نانسى كوبر             |         |
| 2008  | The Love Guru                | صراف سينابون           |         |
| 2009  | Whatever Works               | أم شيس                 |         |
| 2009  | Motherhood                   | أليسون هوبر            |         |
| 2010  | Date Night                   | إمرأة في ميدان التايمز |         |
| 2010  | Furry Vengeance              | خبازة                  |         |
| 2014  | Learning to Drive            | ديبى                   |         |
| 2015  | Get Squirrely                | صوت ريتش               |         |
| 2015  | Sisters                      | ليز                    |         |
| TBA   | Elliot the Littlest Reindeer | صوت (هازل)             |         |

### اعمالها التليفزيونية
| العام        | اسم العمل                       | الدور                      | ملاحظات                                             |
| ------------ | ------------------------------- | -------------------------- | --------------------------------------------------- |
| 2000         | Real Kids, Real Adventures      | دور الجارة                 | اسم الحلقة: "Explosion: The Christopher Wise Story" |
| 2001         | The Endless Grind               | ادوار مختلفة               |                                                     |
| 2001         | Ham I Am                        | فيلم تليفزيوني             |                                                     |
| 2003–2015    | The Daily Show                  | شخصيتها الحقيقية (مراسلة)  | عدد الحلقات 332                                     |
| 2003         | Jasper, Texas                   | كاثي                       | فيلم تليفزيوني                                      |
| 2005         | Odd Job Jack                    | ا صوت (ليندا كالاهاني)     | اسم الحلقة: "Law and Lawless"                       |
| 2006         | Love Monkey                     | كارول دولاك                | اسم الحلقة: "The One That Got Away"                 |
| 2007         | Not This But This               | ادوار مختلفة               | شاركن كمنتج مساعد ايضا                              |
| 2007         | Little Mosque on the Prairie    | نانسي لايتون               | اسم الحلقة: "Spy Something or Get Out"              |
| 2007         | Rescue Me                       | وكيل عقارات                | اسم الحلقة: "Animal"                                |
| 2007         | Two Families                    | فيلم تليفزيوني             |                                                     |
| 2009–2011    | Bored to Death                  | ريني دالتون                | الحلقة3                                             |
| 2010         | Law & Order                     | فانبسا كارفبلا             | اسم الحلقة: "Blackmail                              |
| 2010         | Love Letters                    | ماليسا                     | فيلم تليفزيوني                                      |
| 2010–2012    | Sesame Street                   | والدة جوز                  | الحلقة2                                             |
| 2011         | Michael: Tuesdays and Thursdays | نانسي سالاد                | اسم الحلقة: "Sweating"                              |
| 2012         | Good God                        | شاندي سامرز                | الحلقة9                                             |
| 2012–2017    | Bob's Burgers                   | صوت الممرضة ليز            | الحلقة4                                             |
| 2013         | Bounty Hunters                  | صوت ستاسي                  | الحلقة13                                            |
| 2013–2014    | Phineas and Ferb                | ليلي                       | الحلقة2                                             |
| 2013–2017    | Creative Galaxy                 | ادت صوت الام               | الحلقة22                                            |
| 2014         | The Michael J. Fox Show         | د.يونج                     | اسم الحلقة: "Surprise"                              |
| 2014         | Deadbeat                        | دارسي                      | الحلقة2                                             |
| 2015         | Halal In The Family             | ويندي                      | اسم الحلقة: "The Amazing Race"                      |
| 2015–2016    | Game On                         | جيري                       | الحلقة25                                            |
| 2016–present | Full Frontal with Samantha Bee  | شخصبتها الحقيقية (المضيفة) | كاتبة ومنتجة ايضا                                   |
| 2016–present | The Detour                      | والدة نات                  | الحلقة2                                             |
| 2017         | The History of Comedy           | شخصيتها الحقيقية           | الحلقة2                                             |

| السنة             | اسم العمل الفني       | ملاحظات                       |
| ----------------- | --------------------- | ----------------------------- |
| 2016–الوقت الحاضر | The Detour (ذا ديتور) | مؤلف مساعد، كاتب، منتج تنفيذي |

## عملها في المسرح
| السنة | اسم العمل الفني                                        | الدور | مكان المسرح          | Ref.المرجع |
| ----- | ------------------------------------------------------ | ----- | -------------------- | ---------- |
| 2009  | Love, Loss, and What I Wore (لاف، لوس، اند وات اي وور) | —     | الجانب الغربي للمسرح | [ 8 ]      |

## الأعمال التي تم نشرها
- أمريكا (كتاب مرشد المواطن لتبطل الديمقراطية), كتب تحذيرية تم نشره في عام 2000
- كتاب (انا اعلم اني كذلك، ماذا عنك؟), ألفته سامانثا بي وتم نشره في2010من قبل ناشر الكتب في مدينة نيويورك
- كتاب (بشكل متقطع), تم تاليفه بواسطة سامانثا بي وتم نشره 2016
- كتاب (ببساطة نباتي), كتاب وصفات، تم تاليفه بواسطة سامانثا بي وتم نشره في عام 2017

## الجوائز والترشيحات
| العام | الجائزة                            | الفئة                                                      | اسم العمل                      | النتيجة | Ref.   |
| ----- | ---------------------------------- | ---------------------------------------------------------- | ------------------------------ | ------- | ------ |
| 2005  | الجائزة الكندية للكوميديا          | افضل ممثلة كوميدية، فيلم                                   | Ham & Cheese                   | رُشِّح     | [ 9 ]  |
| 2005  | الجائزة الكندية للكوميديا          | برنامج تلبفزيوني هازلي                                     | The Daily Show                 | فوز     |        |
| 2009  | الجائزة الكندية للكوميديا          | افضل ممثلة، فيلم                                           | Coopers' Camera                | فوز     | [ 10 ] |
| 2012  | الجائزة الكندية للكوميديا          | برنامج تليفزيوني وأفضل اداء انثوي                          | Good God                       | رُشِّح     | [ 11 ] |
| 2013  | الجائزة الكندية للتليفزيون         | برنامج نلبفزوني وأفضل اداء لممثلة كدور رئيسي او في دور ضيف | Good God                       | رُشِّح     | [ 12 ] |
| 2015  | الجائزة الكندية الكوميدية          | برنامج عن الشخصبة الكوميديا للسنة                          | —                              | فوز     | [ 13 ] |
| 2016  | مركز وسائط الاعلام النسائبة        | جائزة أفضل عمل تاريخي                                      | —                              | فوز     | [ 14 ] |
| 2016  | جائزة اتحاد نقاد التليفزيون        | انجازات بارزة فب الاخبار والمعلومات                        | Full Frontal with Samantha Bee | فوز     | [ 15 ] |
| 2016  | جائزة اتحاد نقاد التليفزيون        | انجازات فردية في الكوميديا                                 | Full Frontal with Samantha Bee | رُشِّح     | [ 16 ] |
| 2016  | جائزة ديربي الذهبية                | افضل تشكيلة من الممثلين                                    | Full Frontal with Samantha Bee | فوز     | [ 17 ] |
| 2016  | جائزة ديربي الذهبية                | افضل تشكيلة من المسلسلات                                   | Full Frontal with Samantha Bee | رُشِّح     | [ 17 ] |
| 2016  | جائزة الابمي للمسلسلات             | كتابة مميزة لمجموعة من المسلسلات                           | Full Frontal with Samantha Bee | رُشِّح     | [ 18 ] |
| 2016  | جائزة التليفزيون لاختبار النقاد    | افضل برنامج حواري                                          | Full Frontal with Samantha Bee | رُشِّح     | [ 19 ] |
| 2016  | جائزة نقابة المنتجين الأمريكية     | منتج ممتاز لبرنامج تليفزيوني للتحاور والتسلية              | Full Frontal with Samantha Bee | رُشِّح     | [ 20 ] |
| 2016  | جائزة الدوريان                     | برنامج تلبفزيوني للاحداث الجارية                           | Full Frontal with Samantha Bee | فوز     | [ 21 ] |
| 2016  | جائزة الدوريان                     | برنامج وايلد الهازلي للعام                                 | Full Frontal with Samantha Bee | رُشِّح     | [ 22 ] |
| 2017  | جائزة جرايسي                       | برنامج مواهب                                               | Full Frontal with Samantha Bee | فوز     | [ 23 ] |
| 2017  | جائزة شورتي                        | افضل شخصية كومبدبة                                         | Full Frontal with Samantha Bee | رُشِّح     | [ 24 ] |
| 2017  | جائزة ام تي في للافلام والتلبفزبون | افضل مذيعة                                                 | Full Frontal with Samantha Bee | رُشِّح     |        |
| 2017  | جائزة اتحاد نقاد التلبفزيون        | تقدم بارز في الاخبار والمعلومات                            | Full Frontal with Samantha Bee | رُشِّح     |        |
| 2017  | جائزة ديربي الذهبية                | افضل المسلسلات                                             | Full Frontal with Samantha Bee | رُشِّح     |        |
| 2017  | جائزة الايمي للمسلسلات النهارية    | تشكيلة بارزة من المسلسلات الحوارية                         | Full Frontal with Samantha Bee | رُشِّح     |        |
| 2017  | جائزة الايمي للمسلسلات النهارية    | كنابة المسلسلات                                            | Full Frontal with Samantha Bee | رُشِّح     |        |
| 2017  | جائزة الايمي للمسلسلات النهارية    | تشكيلة خاصة بارزة                                          | Full Frontal with Samantha Bee | رُشِّح     |        |
| 2017  | جائزة الايمي للمسلسلات النهارية    | كتابة متميزة                                               | Full Frontal with Samantha Bee | فوز     |        |
| 2017  | جائزة جلامود لامرة العام           | بطل الوفت المتاخر من الليل                                 | Full Frontal with Samantha Bee | فوز     |        |
| 2017  | جائزة نقابة المنتجين الأمريكية     | منتج ممتاز للبرامج التليفزيونبة للتحاور والتسلية           | Full Frontal with Samantha Bee | رُشِّح     |        |
| 2017  | جائزة الدوريان                     | برنامج تليفزيوني للاحداث الجارية للعام                     | Full Frontal with Samantha Bee | فوز     |        |
| 2017  | جائزة الدوريان                     | برنامج وايلد الساخر للعام                                  | Full Frontal with Samantha Bee | رُشِّح     |        |
| 2017  | جائزة نقابة الكتاب الأمريكية       | تشكيلة من المسلسلات الحوارية والكوميدية                    | Full Frontal with Samantha Bee | رُشِّح     | [ 25 ] |

## روابط خارجية
- سامانثا جيمي بي على موقع IMDb (الإنجليزية)
- سامانثا جيمي بي على موقع قاعدة بيانات الأفلام العربية
- سامانثا جيمي بي على موقع ألو سيني (الفرنسية)
- سامانثا جيمي بي على موقع ميوزك برينز (الإنجليزية)
- سامانثا جيمي بي على موقع أول موفي (الإنجليزية)
- سامانثا جيمي بي على موقع قاعدة بيانات الأفلام السويدية (السويدية)
- سامانثا جيمي بي على موقع إن إن دي بي (الإنجليزية)
- سامانثا جيمي بي على موقع ديسكوغز (الإنجليزية)
- سامانثا جيمي بي على موقع قاعدة بيانات الفيلم (الإنجليزية)
- سامانثا جيمي بي على موقع كينوبويسك (الروسية)